# 奥村勝蔵
奥村 勝蔵（おくむら かつぞう、1903年8月7日 - 1975年9月26日）は、昭和期の外交官。

## 略歴・人物
岡山県岡山市出身。天王寺中学、第三高等学校を経て、東京帝国大学法科卒業。1926年（大正15年）、外務省入省。
アメリカ合衆国在ワシントン日本大使館の一等書記官在任中であった1941年（昭和16年）12月8日に、太平洋戦争が始まった。奥村はこの際に不得手なのに日米交渉打ち切りの文書をタイプライターを使い時間を浪費し浄書した。大日本帝国がアメリカ合衆国のコーデル・ハル国務長官に交渉打ち切りの文書を手渡したのは同日午後2時20分で、命令で指定された予定時刻から1時間20分の遅れであり、既に真珠湾攻撃は始まっていたため、日本による騙まし討ちと米国は宣伝した。大使館側の怠慢で外務省からの文書を英語に翻訳・浄書するのが遅れたことが定説とされている。
終戦後、1945年（昭和20年）9月27日に行われた昭和天皇とダグラス・マッカーサー連合国軍最高司令官の第一回会見において、日本側通訳を担当した。同年10月終戦連絡中央事務局第五部長。1947年（昭和22年）の第四回会見でも、昭和天皇の通訳をつとめた。その際、アメリカの報道機関に発言を漏らしたとして、外務省情報部長の職を懲戒免官処分となった。しかし、その後、もらしたのは別人と判明したため復帰が許され、1952年（昭和27年）に外務事務次官に任命され、1955年（昭和30年）までつとめた。1957年（昭和32年）にはスイス大使に任命され、1960年（昭和35年）までつとめた。
最晩年の1975年（昭和50年）9月、会見内容漏洩の件について「天皇に誤解されていては自分は死にきれない」と、死の床にのぞんで昭和天皇にお伺いをいただくよう、懇願した。これに対して昭和天皇は、入江相政侍従長らを通じて、「奥村には全然罪はない、白洲（白洲次郎）がすべてわるい、だから吉田（吉田茂）が白洲をアメリカ大使にすゝめたが、アメリカはアグレマンをくれなかつた」と述べて、奥村に非はないと承知していることを示した（『入江相政日記』、1975年（昭和50年）9月10日付）。奥村は同月26日に死去した。